# Eublemminae
Sous-famille
Les Eublemminae sont une sous-famille de lépidoptères nocturnes de la famille des Noctuidae (ou des Erebidae selon les classifications). Elle est considérée non valide par ITIS.

## Liste des genres (à compléter)
- Calymma Hübner, 1823
- Eublemma Hübner, 1821
- Glossodice Berio, 1991
- Honeyania Berio, 1991
- Metachrostis Hübner, 1820
- Odice Hübner 1823
- Rhypagla Nye, 1975
- Trisateles Tams, 1939